# قائمة المواقع والمعالم المصنفة في الجزائر
في 2010 صنفت الجزائر 456 موقعا مصنفا ومحميّا حسب وزارة الثقافة.
في 2013 الجزائر ضمت 7 مواقع تابعة للتراث العالمي

## قائمة المواقع والمعالم المصنفة في 48 ولاية جزائرية
هذه قائمة حسب الولايات الجزائرية أي موزعة على حسب التقسيم الادارى المعمول به حاليا 

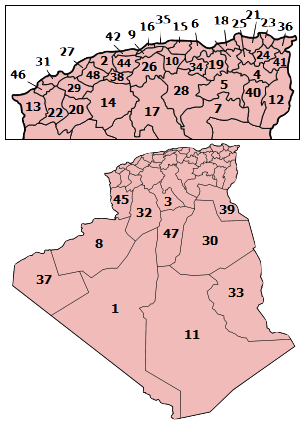
الولايات الجزائرية حسب الترقيم الإداري الحالي

| - 1 المواقع والمعالم في ولاية أدرار - 2 المواقع والمعالم في ولاية الشلف - 3 المواقع والمعالم في ولاية الأغواط - 4 المواقع والمعالم في ولاية أم البواقي - 5 المواقع والمعالم في ولاية باتنة - 6 المواقع والمعالم في ولاية بجاية - 7 المواقع والمعالم في ولاية بسكرة - 8 المواقع والمعالم في ولاية بشار - 9 المواقع والمعالم في ولاية البليدة - 10 المواقع والمعالم في ولاية البويرة - 11 المواقع والمعالم في ولاية تمنراست - 12 المواقع والمعالم في ولاية تبسة - 13 المواقع والمعالم في ولاية تلمسان - 14 المواقع والمعالم في ولاية تيارت - 15 المواقع والمعالم في ولاية تيزي وزو - 16 المواقع والمعالم في ولاية الجزائر | - 17 المواقع والمعالم في ولاية الجلفة - 18 المواقع والمعالم في ولاية جيجل - 19 المواقع والمعالم في ولاية سطيف - 20 المواقع والمعالم في ولاية سعيدة - 21 المواقع والمعالم في ولاية سكيكدة - 22 المواقع والمعالم في ولاية سيدي بلعباس - 23 المواقع والمعالم في ولاية عنابة - 24 المواقع والمعالم في ولاية قالمة - 25 المواقع والمعالم في ولاية قسنطينة - 26 المواقع والمعالم في ولاية المدية - 27 المواقع والمعالم في ولاية مستغانم - 28 المواقع والمعالم في ولاية المسيلة - 29 المواقع والمعالم في ولاية معسكر - 30 المواقع والمعالم في ولاية ورقلة - 31 المواقع والمعالم في ولاية وهران - 32 المواقع والمعالم في ولاية البيض | - 33 المواقع والمعالم في ولاية إليزي - 34 المواقع والمعالم في ولاية برج بوعريريج - 35 المواقع والمعالم في ولاية بومرداس - 36 المواقع والمعالم في ولاية الطارف - 37 المواقع والمعالم في ولاية تندوف - 38 المواقع والمعالم في ولاية تيسمسيلت - 39 المواقع والمعالم في ولاية الوادي - 40 المواقع والمعالم في ولاية خنشلة - 41 المواقع والمعالم في ولاية سوق أهراس - 42 المواقع والمعالم في ولاية تيبازة - 43 المواقع والمعالم في ولاية ميلة - 44 المواقع والمعالم في ولاية عين الدفلى - 45 المواقع والمعالم في ولاية النعامة - 46 المواقع والمعالم في ولاية عين تموشنت - 47 المواقع والمعالم في ولاية غرداية - 48 المواقع والمعالم في ولاية غليزان |

## مواقع تابعة للتراث العالمي
المواقع المصنفة ثراث عالمي حسب اليونيسكو  هي
1. قصبة الجزائر
2. تيبازة
3. قلعة بني حماد
4. جميلة
5. تيمقاد
6. وادي ميزاب
7. طاسيلي ناجر